# Cremnodes atricapillus
Cremnodes atricapillus är en stekelart som först beskrevs av Johann Ludwig Christian Gravenhorst 1815.  Cremnodes atricapillus ingår i släktet Cremnodes och familjen brokparasitsteklar. Arten är reproducerande i Sverige. Inga underarter finns listade i Catalogue of Life.